# 深红的金子
《深红的金子》（波斯語：طلای سرخ Talaye Sorkh）是一部2003年贾法尔·帕纳希执导、阿巴斯·基亚罗斯塔米编剧的伊朗电影。影片获得2003年戛纳影展一种关注单元评审团大奖。伊朗国内被禁止上映。

## 剧情
故事发生在伊朗的一个城市，侯塞因在两伊战争退伍后，当了披萨速递员，靠送批萨到富人区来维生。他爱上朋友阿里（一个小偷）的姐姐，并希望娶她为妻。一次，阿里偷到手的手袋里有一块黄金。侯塞因想为自己的爱人买件首饰，在别人的怂恿下，他与阿里去珠宝店购物，却遭到奚落。在巨大的贫富差异下，侯塞因感到深深地失落，愤怒下他打劫了那家珠宝店，并因此付出了沉重的代价。

## 奖项
- 2003年戛纳影展一种关注单元评审团大奖[1]
- 芝加哥影展, Gold Hugo
- 第比利斯国际电影节, Golden Prometheus
- 瓦拉多利德影展, Golden Spike (与 奧薩瑪 分享)